# Parque Nacional Great Otway

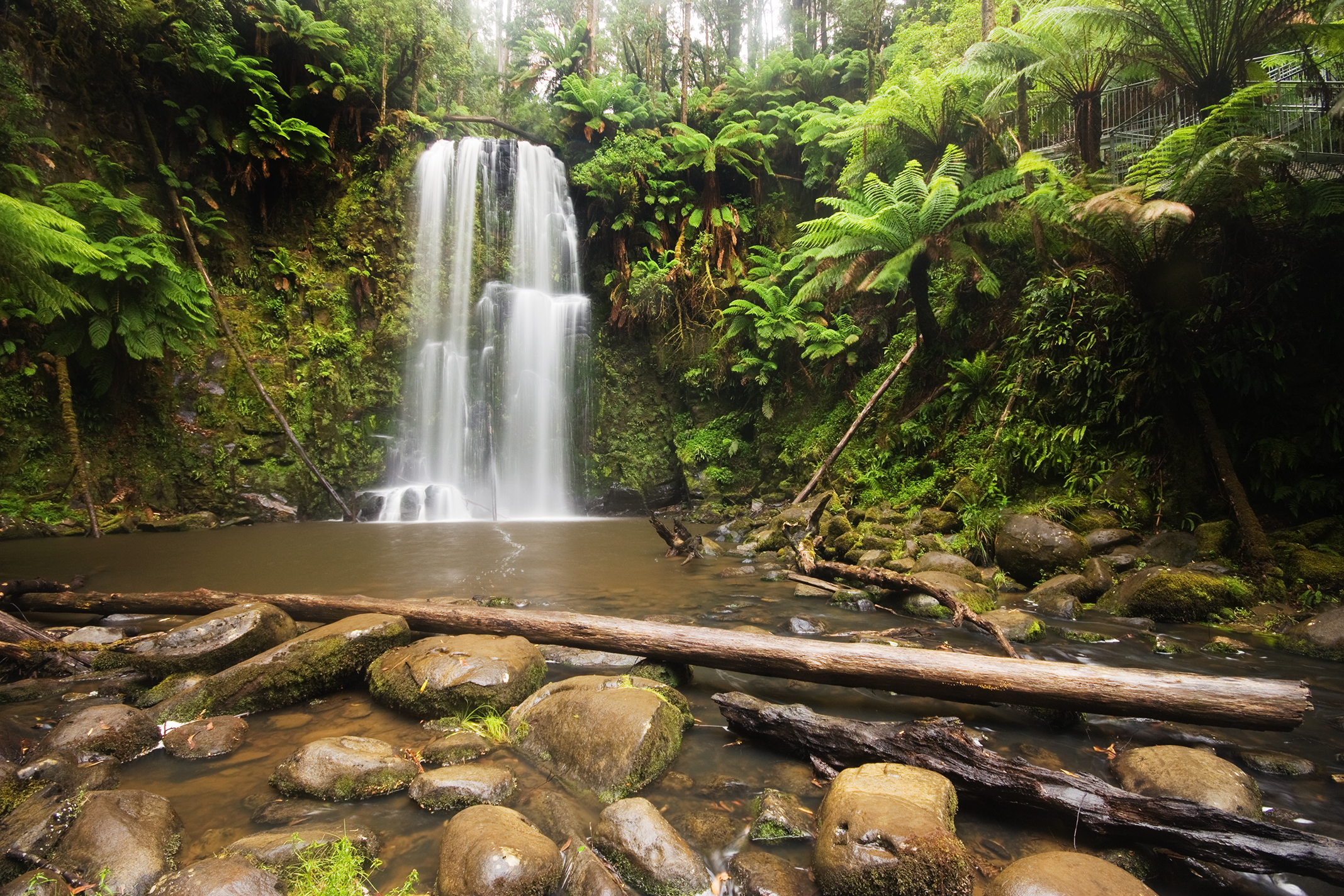
Beauchamp Falls, Parque Nacional Great Otway

O Parque Nacional Great Otway, também chamada de Otways ou o Otway Ranges, é um parque nacional no estado de Victoria na Austrália, 162 km a sudoeste de Melbourne. Contém uma grande variedade de paisagens e tipos de vegetação.

## História

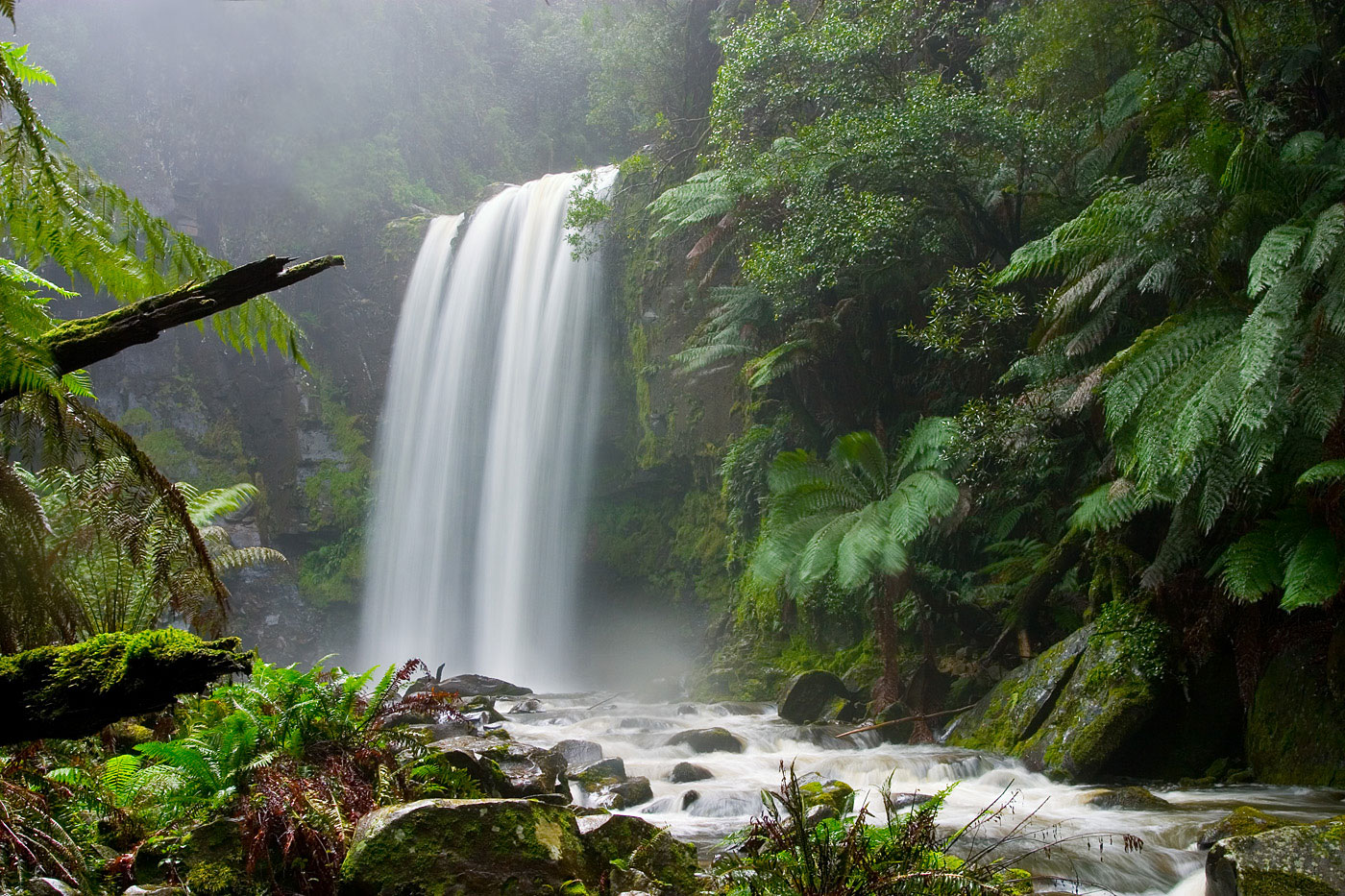
Hopetoun Falls, Parque Nacional Great Otway

Com 1031 km² o parque foi formado em 2004, quando o National Otway Parque, o Angahook-Lorne State Park, o Carlisle State Park, o Parque Estadual Melba Gullyl, as áreas de floresta do estado do Otway e um número de reservas de terras da Coroa foram combinados em um parque. Os parques foram combinados depois de uma campanha por parte da comunidade local e da Otway Ranges Environment Network.

## Área Importante para Preservação de Aves
O parque foi identificado pela BirdLife International como uma Área Importante para a Preservação de Aves (IBA), porque suporta populações de Dasyornis broadbenti, Calamanthus fuliginosus  e Petroica rodinogaster, bem como de muitas outras espécies.